# Kent Karlsson
Kent Karlsson (ur. 25 listopada 1945) – były szwedzki piłkarz występujący na pozycji obrońcy.

## Kariera klubowa
Karlsson zawodową karierę rozpoczynał w 1965 roku w klubie IFK Eskilstuna. W 1967 roku odszedł do Åtvidabergs FF. W 1970 roku zdobył z nim Puchar Szwecji, a także wywalczył wicemistrzostwo Szwecji. Rok później ponownie zdobył z zespołem Puchar Szwecji oraz wywalczył z nim wicemistrzostwo Szwecji. W 1972 oraz 1973 wygrał z klubem mistrzostwo Szwecji. W 1973 roku wystąpił z zespołem w finale Pucharu Szwecji, jednak Åtvidabergs uległ tam Malmö FF. W 1975 roku został wybrany Szwedzkim Piłkarzem Roku. W Åtvidabergs Karlsson spędził 9 sezonów. W tym czasie rozegrał tam 216 ligowych spotkań i zdobył 5 bramek. W 1977 roku powrócił do IFK Eskilstuna, a w 1980 roku zakończył karierę.

## Kariera reprezentacyjna
W reprezentacji Szwecji Karlsson zadebiutował 25 czerwca 1973 w wygranym 1:0 towarzyskim meczu z Brazylią. W 1974 roku był uczestnikiem Mistrzostw Świata. Zagrał tam we wszystkich sześciu spotkaniach swojej drużyny - z Bułgarią (0:0), Holandią (0:0), Urugwajem (3:0), Polską (0:1), RFN (2:4) oraz Jugosławią (2:1). Ostatecznie tamten mundial Szwedzi zakończyli na drugiej rundzie. W 1978 roku ponownie został powołany do kadry na Mistrzostwa Świata. Nie zagrał na nich ani razu, a Szwedzi odpadli z tamtego turnieju po fazie grupowej. W latach 1973–1977 w drużynie narodowej Karlsson rozegrał w sumie 38 spotkań.

## Kariera trenerska
Po zakończeniu kariery Karlsson został trenerem. Jego pierwszym klubem był IK Brage, który trenował od 1981 roku. Pracował tam rok. W 1986 został szkoleniowcem IFK Norrköping. W 1987 roku wywalczył z nim wicemistrzostwo Szwecji, w 1988 zdobył Puchar Szwecji, a w 1989 mistrzostwo Szwecji. W tym samym roku odszedł z klubu. Jego następną drużyną było duńskie Lyngby BK. W 1992 roku wygrał z nim mistrzostwo Danii, a potem przestał być szkoleniowcem klubu. Potem pracował jako trener w Örebro SK, IFK Norrköping oraz FC København, z którym w 1998 zajął 3. miejsce w lidze, a także zagrał w przegranym z Brøndby IF finale Pucharu Danii.
Jego kolejnymi pracodawcami były zespoły IK Sleipner, Assyriska FF, ponownie FC København, z którym w 2001 zdobył mistrzostwo Danii oraz Superpuchar Danii, Åtvidabergs FF (przegrany finał Pucharu Szwecji z Djurgårdens IF w 2005) oraz Smedby AIS.